# 에어 레이지
《에어 레이지》(Air Rage)는 미국에서 제작된 프레드 올렌 레이 감독의 2001년 액션 영화이다. 아이스-티 등이 주연으로 출연하였고 돈 키 주니어 등이 제작에 참여하였다.

## 출연

### 주연
- 아이스-티
- 시릴 오렐리

### 조연
- 릭 크레이머
- 킴벌리 오자
- 알렉산드라 레인즈
- 쉐인 콘래드
- 알렉스 코드
- 길 제라드
- 스티브 히트너
- 이반 크랄예빅
- 잭 맥기

## 기타
- 미술: 베스 우크
- Line PD: 킴벌리 A. 레이
- 배역: 제프 제라드
- 배역: 제라드 L. 글렌